# En mand ser rødt (filmserie)
En mand ser rødt (på engelsk Death Wish) er en action-krimi-drama-filmserie bestående af 5 film baseret på en novelle fra 1972 af Brian Garfield. 
Filmens hovedperson er Paul Kersey, spillet af Charles Bronson. Kersey blev født i New York City i begyndelsen af 1920'erne. Kersey tjente i 2. verdenskrig og Koreakrigen som læge. I slutningen af 1950'erne tog han til New York City for at slå sig til ro.
Paul kommer ud for forskellige grusomme oplevelser og begynder herefter at jage og dræbe adskillige kriminelle.
Da den første film kom i 1974 fik den stor omtale herunder en del negativ omtale, fordi den blev set som en fortaler for selvtægt og hård og kontant afstraffelse af kriminelle. Filmene blev berømte (eller berygtede) for de til tider voldsomme overfald og drab.

## Film

### En mand ser rødt (1974)
I En mand ser rødt (Death Wish) fra 1974 bliver Pauls kone slået voldsomt og hans datter bliver voldtaget. Efterfølgende dør hans kone af sine kvæstelser. Pauls verden bryder herefter sammen.
Hans chef mener, at han har godt af at komme lidt væk fra New York, så han sender Paul på kundebesøg i Tucson i Arizona. Da Paul kommer tilbage til New Your opdager han, at kunden har givet ham en revolver i gave.
Da politiet ikke kan finde forbryderne begynder Paul at patruljere gaderne og han dræber de kriminelle han møder på sin vej.
Politiet kan ikke tolerere selvtægt og jager ham, men offentligheden ser ham som en helt. Politiet står derfor i et svært dilemma. Politimanden Frank Ochoa, der finder Paul på et hospital efter han er blevet skudt af en forbryder, tilbyder at skaffe Pauls revolver af vejen, hvis Paul forlader New York. Paul accepterer og flytter til Chicago.

### En mand ser rødt 2 (1982)
I En mand ser rødt 2 (Death Wish 2) fra 1982 er Paul flyttet til Los Angeles sammen med sin datter da han har en ven der. 
Paul bliver overfaldet af røvere men efter en kamp slipper de fra ham. Røverne tager til hans hus og kidnapper og voldtager hans datter som senere dør under et flugtforsøg. 
Da Paul finder ud af det ser han atter rødt og indleder en intens jagt på røverne og andre kriminelle i byen.
Politiet i Los Angeles retter henvendelse til politiet i New York for at få hjælp. Politiet i New York er bange for at Paul skal afsløre, at Frank Ochoa lod Paul slippe fri. Frank Ochoa tager derfor til Los Angeles for at sikre, at hemmeligheden ikke bliver afsløret. Frank bliver imidlertid såret og beslutter at hjælpe Paul en sidste gang inden han dør og Paul slipper væk.

### En mand ser rødt 3 (1985)
I En mand ser rødt 3 (Death Wish 3) fra 1985 er Paul tilbage i New York for at besøge en ven (Charley). Men da han kommer frem ligger vennen i en blodpøl. 
Da politiet ankommer til lejligheden, anholder de Paul for mordet. På politistationen bliver Paul genkendt af politimesteren Richard Shriker, som tilbyder ham en udsædvanlig aftale: Han må dræbe alle dem fra banden han vil, bare han orienterer politiet om dødstallet. 
Paul flytter ind i Charleys lejlighed, og Paul begynder sammen med en ven, Bennet, at jage banden. Jagten bliver intens og politimesteren deltager til sidst i jagten. En den sidste kamp bliver politimesteren såret giver Paul et forspring, så han endnu engang kan slippe væk fra politiet.

### En mand ser rødt 4 (1987)
I En mand ser rødt 4 (Death Wish 4: The Crackdown) fra 1987 er Paul i Los Angeles og han fører endeligt et normalt liv sammen med hans nye kæreste Karen Sheldon.
Karens datter Erica dør imidlertid efter at have indtaget en overdosis kokain. Herefter begynder Paul en jagt på pusheren (JoJo).
Paul bliver kontaktet af den hemmelighedsfulde avisejer Nathan White, som siger at han kender til drabet på JoJo, og at han selv har haft en datter, der døde af en overdosis. Nathan vil derfor udrydde narkokriminaliteten i byen og giver Paul våben og en række navne på kriminelle.
Paul dræber herefter en række narkokriminelle men opdager til sidst, at Nathan selv er narkobaron og har brugt ham til at fjerne sine fjender.
Pauls kæreste Karen ender med at blive dræbt og kort efter dræber Paul den sidste narkobaron. 
En politimand (Reiner) dukker op og retter sit våben mod Paul og beder ham om at overgive sig. Paul går imidlertid væk og siger "Gør hvad du må gøre".

### En mand ser rødt 5 (1994)
I En mand ser rødt 5 (Death Wish V: The Face of Death) fra 1994 er Paul kommet i vidnebeskyttelsesprogrammet og hedder nu Paul Stewart. Paul er begyndt at undervise i arkitektur og nyder tilværelsen sammen med sin forlovede Olivia og hendes datter Chelsea.
Freden bliver afbrudt, da gangsterbossen Tommy O'Shea opsøger sin ekskæreste Olivia og beder hende give ham forældremyndigheden over datteren. Olivia nægter og Tommy pudser Freddie "Flakes" Garrity på hende. Freddie smadrer Olivias hoved mod en væg og hun bliver indlagt i kritisk tilstand. Politiet (Mickey King) advarer Paul om at holde sig ude af sagen. Senere bliver Paul og Olivia overfaldet af Freddie og hans bande og Olivia bliver skudt og dræbt. 
Tommy bliver renset for mordet og beder om at få forældremyndigheden over datteren. Paul og Tommy kommer op at slås og Paul bliver slået bevidstløs. 
Paul beslutter herefter endnu engang at ty til selvtægt og han får senere hjælp af politibetjenten Tony Hoyle, der har opdaget at Tommy har infiltreret politiet.
Paul dræber herefter flere personer med gift, bomber og en bliver skudt og falder i en papirmakulator.
Paul kæmper til slut sammen med betjent Mickey King, som bliver såret. Paul trænger Tommy op i et hjørne og Tommy beder for sit liv og tilbyder Paul hvad som helst for at slippe. Paul afviser og skubber Tommy i et stort bassin med syre og Tommy bliver bogstaveligt opløst.
Filmen slutter med at Paul og Chelsea går deres vej og Paul siger til betjent King at hvis han får brug får hjælp, så kan han bare ringe.